# 킴 스탠리 로빈슨
킴 스탠리 로빈슨(영어: Kim Stanley Robinson, 1952년 3월 23일 ~ )은 미국의 SF 소설가이다. 대표작으로 화성 삼부작과 《쌀과 소금의 시대》가 있고, 이 작품들로 로커스상, 네뷸러상, 휴고상을 휩쓸고 전세계에 번역출간되었다. 주로 생태 문제와 사회학적 주제에 천착하는 그의 독특한 작품 세계가 특징이다.

## 저작

### 장편소설
| 연도 | 제목              | 원제                       | 비고                    |
| ---- | ----------------- | -------------------------- | ----------------------- |
| 1984 | 와일드 쇼어       | The Wild Shore             | 캘리포니아 삼부작 1편   |
| 1988 | 황금빛 해변       | The Gold Coast             | 캘리포니아 삼부작 2편   |
| 1990 | 태평양의 가장자리 | Pacific Edge               | 캘리포니아 삼부작 3편   |
| 1993 | 붉은 화성         | Red Mars                   | 화성 삼부작 1편         |
| 1994 | 녹색 화성         | Green Mars                 | 화성 삼부작 2편         |
| 1996 | 푸른 화성         | Blue Mars                  | 화성 삼부작 3편         |
| 1997 | 남극대륙          | Antarctica                 |                         |
| 1999 | 화성인 이야기     | The Martians               | 화성 삼부작 외전 단편집 |
| 2002 | 쌀과 소금의 시대  | The Years of Rice and Salt |                         |
| 2009 | 갈릴레오의 꿈     | Galileo's Dream            |                         |